# ベンクーラ (小惑星)
ベンクーラ (863 Benkoela) は小惑星帯にある小惑星。マックス・ヴォルフがハイデルベルクのケーニッヒシュトゥール天文台で発見した。
インドネシア、スマトラ島のベンクール (Benkoelen, Bengkulu) に因んで名付けられた。